# Miranda (serie de televisión)
Miranda es una comedia de situación británica creada y escrita por Miranda Hart y transmitida por la BBC One entre 2009 y 2015. Se estrenó el 9 de noviembre de 2009. La comedia de situación también contó con las actuaciones de Sarah Hadland, Tom Ellis, Patricia Hodge, Sally Phillips, James Holmes y Bo Poraj.

## Argumento
La serie sigue las desventuras de Miranda, una mujer inglesa de unos 35 años, torpe y tímida, que a menudo se ve envuelta en situaciones de lo más extrañas junto a sus amigos.

## Elenco
- Miranda Hart como Miranda.
- Tom Ellis como Gary Preston.
- Sarah Hadland como Stevie Sutton.
- Sally Phillips como Tilly.
- James Holmes como Clive Evans (temporadas 1 y 2).
- Bohdan Poraj como Michael Jackford (temporada 3).
- Naomi Bentley como Rose (temporada 3).

## Emisión internacional
| País           | Cadena      | Información adicional |
| -------------- | ----------- | --- |
| Reino Unido    | BBC Two     | Temporadas 1 y 2 |
| Reino Unido    | BBC One     | Temporada 3 y los especiales finales |
| Reino Unido    | Gold        | La temporada 1 se estrenó el 20 de marzo de 2013, la temporada 2 se estrenó el 24 de febrero de 2015 y la temporada 3 el 13 de octubre de 2015 |
| Australia      | ABC         | En emisión desde 2012 |
| Estados Unidos | Hulu        | Temporadas de 1 a 3 y los especiales finales disponibles en streaming                                                                          |
| Estados Unidos | PBS         | Solo en algunas emisoras de PBS |
| Hong Kong      | ViuTVsix    | La temporada 1 se estrenó el 1 de abril de 2017                                                                                                |
| Irlanda        | RTÉ One     | Emitida desde el 4 de junio de 2013 a las 23:00. Disponible para su visionado en Irlanda en RTÉ player.                                        |
| Nueva Zelanda  | TV One      | |
| España         | Sundance TV | La temporada 1 se estrenó el 30 de julio de 2017                                                                                               |